# Сент-Мор, Эдуард, 12-й герцог Сомерсет
Эдуард Адольф Сент-Мор (англ. Edward Adolphus St Maur; 20 декабря 1804, Лондон, Великобритания — 28 ноября 1885, Торки, Девон, Великобритания) — британский аристократ, 12-й герцог Сомерсет, 12-й барон Сеймур и 10-й баронет Сеймур с 1855 года (до этого носил титул учтивости лорд Сеймур), 1-й граф Сент-Мор с 1863 года, кавалер ордена Подвязки. При жизни отца заседал в Палате общин, в 1859—1866 годах занимал пост первого лорда адмиралтейства, в 1861—1885 — лорда-лейтенанта Девона.

## Биография
Эдуард Сент-Мор родился 20 декабря 1804 года в Лондоне и получил имя Эдуард Адольф Сеймур. Он был старшим сыном Эдуарда Сеймура, 11-го герцога Сомерсета, и его жены Шарлотты Гамильтон, дочери Арчибальда Гамильтона, 9-го герцога Гамильтона. Эдуард получил образование в Итоне и Крайст-Черче в Оксфорде. Он заседал в Палате общин от Окхемптона (1830—1831) и Тотнеса (1834—1855). В правительстве лорда Мельбурна Сеймур занимал должности секретаря контрольного совета (1839—1841) и заместителя министра внутренних дел (июнь—август 1841), в составе первого правительства лорда Джона Рассела был первым комиссаром по лесам и земельным доходам (1849—1851). В 1847—1849 годах он был членом Королевской комиссии по Британскому музею, в 1851 году стал членом Тайного совета. 
15 августа 1855 года лорд Сеймур унаследовал герцогский титул и вошёл в Палату лордов. Он не работал в первом правительстве лорда Пальмерстона, но когда тот стал премьер-министром во второй раз (1859), герцог был назначен первым лордом Адмиралтейства. Он занимал этот пост до июня 1866 года. Сомерсет отказался войти в состав первого правительства Уильяма Гладстона в 1868 году, но поддержал основные меры правительства. В 1862 году герцог Сомерсет стал кавалером ордена Подвязки. С 19 июня 1863 года он носил титул граф Сент-Мор: предполагалось, что это изначальная форма фамилии Сеймур, свободная от искажений.
Герцог был автором книг «Христианская теология и современный скептицизм» (1872) и «Монархия и демократия» (1880) . С 1861 по 1885 год он занимал должность лорда-лейтенанта графства Девон.
С 10 июня 1830 года Эдуард Сент-Мор был женат на Джейн Джорджиане Шеридан, дочери Томаса Шеридана и его жены, писательницы Каролины Калландер. В этом браке родились пятеро детей:
- Джейн Гермиона (1 января 1832 — 4 апреля 1909), жена сэра Фредерика Уильрика Грэма, 3-го баронета[7];
- Ульрика Фредерика Джейн (12 января 1833 — 26 января 1916), жена лорда Генри Фредерика Тинна[8][9];
- Эдуард Адольф Фердинанд Сеймур, граф Сент-Мор (17 июля 1835 — 30 сентября 1869)[10][11];
- Эдуард Перси (19 августа 1841 — 20 декабря 1865)[5], был растерзан медведем в Индии[12][13];
- Хелен Гвендолин (1846 — 14 августа 1910), жена сэра Джона Рамсдена, 2-го баронета[5][14].

Герцогиня Сомерсет умерла в декабре 1884 года. Герцог пережил её менее чем на год и умер в ноябре 1885 года, в возрасте 80 лет. Он был похоронен рядом с женой на кладбище Сент-Джеймс в Джерардс-Кросс, Бакингемшир. Поскольку оба его сына умерли при его жизни, фамильные титулы (за исключением графского, который вернулся короне) перешли к его младшему брату Арчибальду Сеймуру. Свою лондонскую резиденцию, Сомерсет-хаус на Парк-Лейн, сэр Эдуард оставил старшей дочери, леди Гермионе Грэм.